# H. Benne Henton
H. Benne Henton, eigentlich Benjamin Hopkins Henton (* 23. Oktober 1877 in Shelbyville, Illinois; † 9. Juli 1938 in Philadelphia) war ein dem Ragtime sowie dem frühen Jazz zuzuordnender US-amerikanischer Altsaxophonist und der erste in den Vereinigten Staaten geborene Vertreter seines Faches, der internationale Reputation erlangte. Insbesondere in den 1910er Jahren trug er mit zahlreichen Tonaufnahmen und seinem furiosen Spiel in verschiedenen Bands maßgeblich zur Steigerung der Popularität des Saxophons in der Bevölkerung bei. Er gilt nach wie vor als der erste „Superstar“ dieses Instruments und der erste Musiker, der ein Saxophon-Solo aufgenommen hat. In späteren Jahren tat er sich als Musiklehrer, Unternehmer, Musikalienhändler, Dirigent und Autor hervor.

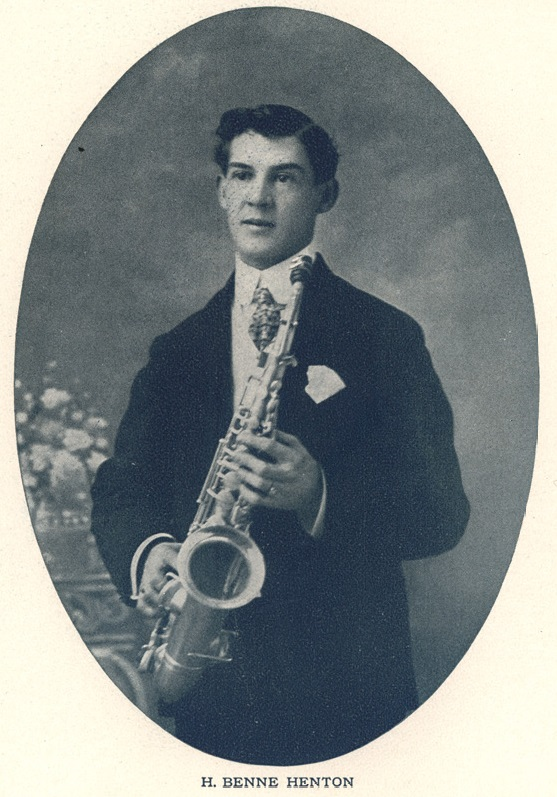
Unbekanntes Datum, vermutlich in den 1900er Jahren
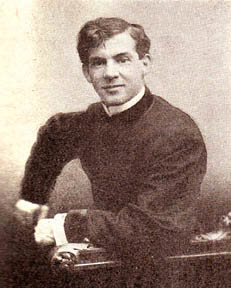
Unbekanntes Datum, vermutlich in den 1910er Jahren
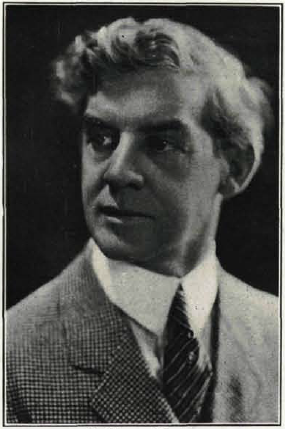
1927
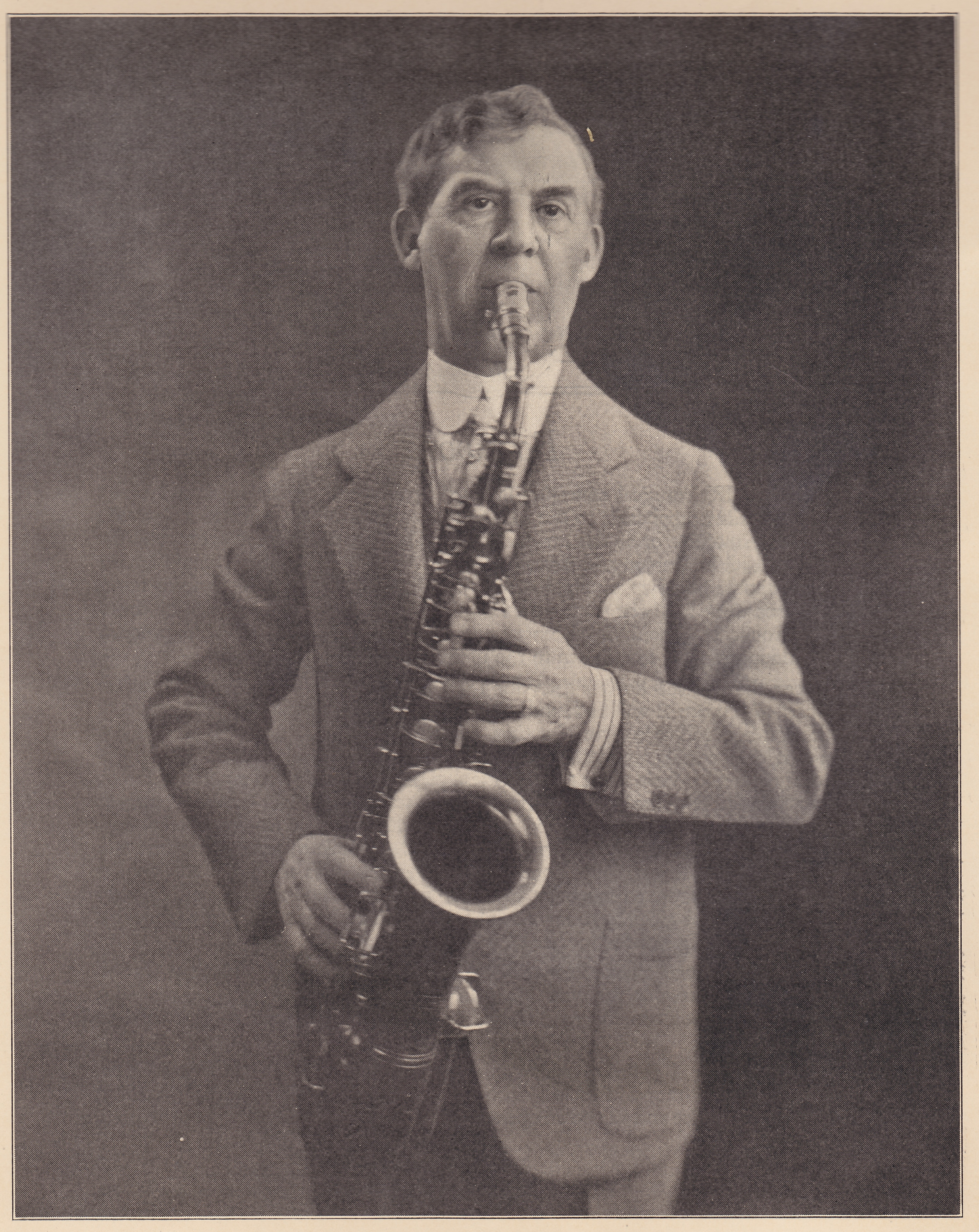
1928
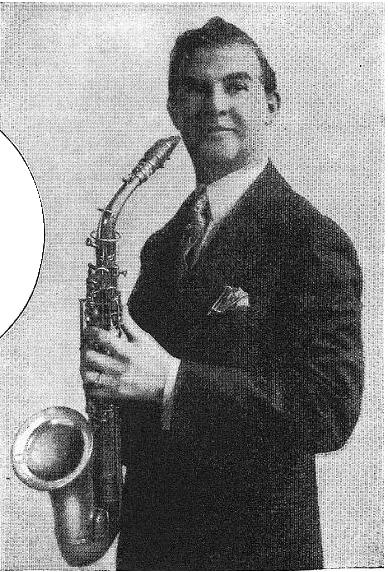
1930

## Familie und Privatleben

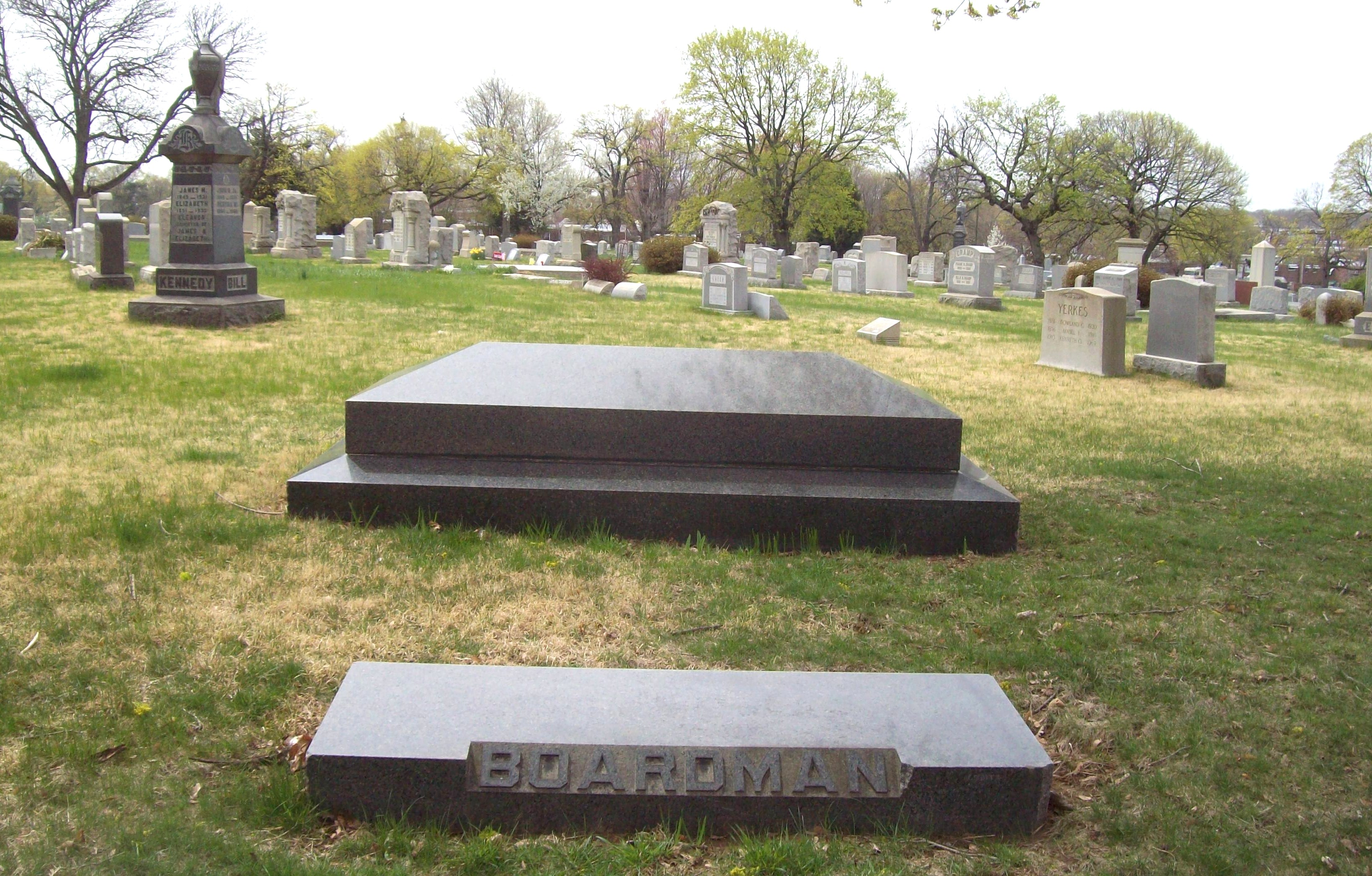
Hentons Grabstelle: Die Boardman Crypt auf dem North Cedar Hill Cemetery in Philadelphia

Der Künstler wurde als Sohn des Waggonbauers Isaiah Henton (1836–1924) und Susan A. Freshwater (1839–1904) unter dem bürgerlichen Namen Benjamin geboren. Seine Eltern hatten 1858 geheiratet. Benne hatte fünf ältere Geschwister:
- Dora A. (* 1859; ⚭ William Oaks)
- Alice M. (* 1861–1940; ⚭ Elias Miller)
- Minnie A. (* 1862–1945; ⚭ Electious Downs)
- Rachel A. (* 1863)
- John Rodney (1866–1951; ⚭ Gertrude Richardson)

Er lebte in seiner Kindheit mit der Familie im Ridge Township (Shelby County, Illinois). Später wohnte er um 1907 in La Porte (Texas) und verbrachte dort nach eigener Aussage zweieinhalb der glücklichsten Jahre seines Lebens. Im März besagten Jahres wurde Henton für zwölf Monate als Sekretär in den Vorstand der Friedhofs-Gesellschaft gewählt, die den neuen Cedarhurst Cemetery konzipierte, gestaltete und verwaltete. Um 1910 lebte er in seiner Geburtsstadt Shelbyville bei seiner Schwester Alice und ihrem Mann Elias, um 1917/1918 in Atlantic City und ab etwa 1920 in Philadelphia. 1915 hatte er Mabel Jane Vickers (* 1894) geheiratet.
Henton, der in der Öffentlichkeit nie sein Alter genannt hatte, starb am 9. Juli 1938 sechzigjährig und wurde vier Tage später auf dem North Cedar Hill Cemetery (Sec. K, Lot 35, 36, 49, 50, Boardman Crypt) in Philadelphia beigesetzt.

## Musikalische und berufliche Laufbahn
„Playing a band instrument has enabled me to travel from one end of the country to the other. To form acquaintanceships with presidents, senators, educators and big business men – besides professional associations with world famous musicians. This opportunity is open to any boy.“

### Die Anfänge
Wie viele Saxophonisten fand auch Henton seinen Weg in die Musik über die Klarinette. Früh zeigte sich seine musikalischen Neigung, als er bereits mit drei Jahren auf dem Instrument großes Geschick bewies, Töne zu erkennen und zu halten. Im Alter von zehn Jahren gehörte er einer kleinen Stadtkapelle in Tower Hill (Illinois) an. Als sich im Teenageralter sein weiterer künstlerischer Werdegang abzuzeichnen begann, wollte ihn seine Familie von diesen Überlegungen abbringen. Stattdessen sollte er entweder eine Karriere als Priester oder als Rechtsanwalt einschlagen. Um dem zu entgehen, das Land bereisen und als professioneller Musiker arbeiten zu können, schloss er sich zunächst der Band des Ringling Brothers Circus an, tourte allerdings auch mit Minstrel Shows.
Hentons favorisierte Tonart auf der Klarinette war stets Es-Dur. Bereits mit 15 Jahren bewarb er sich – offenbar überzeugt vom eigenen Talent – im Februar 1893 um eine Aufnahme in die Band des bekannten Dirigenten John Philip Sousa, wurde allerdings abgelehnt.
Wahrscheinlich inspirierten ihn die Darbietungen des zur damaligen Zeit sehr bekannten Saxophon-Komödianten Knox Wilson zum Umstieg auf dessen Instrument. Den Schritt vollzog er 1903 und erlernte das Saxophonspiel in Chicago. Dort arbeitete Henton mit zahlreichen Violinisten und Opern- beziehungsweise Operettensängern zusammen, was sein Augenmerk auch auf die unterschiedlichen Tonlagen der menschlichen Stimme als Mittel zum künstlerischen Ausdruck lenkte – und darauf, dass das Saxophon diese von allen Instrumenten am besten imitieren kann.

### Einsetzender Ruhm
Über die folgenden Stationen von Hentons Karriere liegen nur bruchstückhafte Informationen vor, die beispielsweise weder genaue Aussagen über Datum noch über Dauer einzelner Engagements oder Zusammenarbeiten ermöglichen. Gesichert ist jedoch, dass er bereits im folgenden Jahr am 31. März 1904 als Leiter des Saxophonquartetts bei der vom Komponisten Richard Strauss selbst dirigierten ersten Aufführung der Sinfonia domestica auf US-amerikanischem Boden in der New Yorker Carnegie Hall spielte. Die vorherigen Aufführungen in Deutschland hatten in Ermangelung geeigneter Musiker noch keine der daher ad libitum komponierten Saxophon-Passagen beinhaltet. Er war Solist in der bekannten Band Allessandro Liberatis (1847–1927) sowie in Thomas D. van Ostens Marine-Band, ehe er mit anderen Musikern die szenische Rezitatorin und Bühnenkünstlerin Lulu Tyler Gates begleitete – dabei spielte er zunächst noch sowohl Klarinette als auch Saxophon. Während dieser unklar definierten Periode stand er unter dem Management des Redpath Lyceum Bureau und des Slayton Lyceum Bureau. 1906 war Henton dann Gründungsmitglied der Band von Bohumir Kryl (1875–1961).
Bereits kurz nach seinem Umstieg auf das Saxophon hatte er als Ausnahmetalent gegolten und seine Auftritte wurden stets mit großem Lob und Bewunderung bedacht. Ab 1909 nahm er für die Victor Talking Machine Company sowie Edison Records zahlreiche seiner Arrangements auf Phonographenwalzen und Schellackplatten auf – ab 1911 auch eigene Kompositionen. Die Aufnahmen fanden Absatz in aller Welt und erhielten in der Regel äußerst positive Rezensionen. Wie schon seit spätestens Ende August 1909 für mehrere Saisons, stieß er auch im Juli 1916 wieder als Solist und Assistenz-Dirigent zur Band von Patrick Conway (1865–1929) und absolvierte mit ihr in den folgenden Jahren viele Auftritte.

„H. Benne Henton, world famous saxophonist to be heard with the celebrated Patrick Conway Band this season: Bandmaster Patrick Conway is pleased to announce through the courtesy of the C. G. Conn, Ltd. that H. Benne Henton, the great exponent of the saxophone will be heard with his celebrated organization this season. The news is being hailed with delight by Mr. Henton’s many friends and admirers.“

### 208 Tage mit Sousa
Am 11. Juni 1919 reiste er nach New York City, um zweitägige Proben mit Sousas Band zu absolvieren. Auch diesem waren weder Hentons mittlerweile herausragender Ruf noch die Tatsache, dass das Saxophone bei Musikern und Publikum eine nie da gewesene Beliebtheit erreichte, verborgen geblieben und als er im Sommer wie jedes Jahr einige Neubesetzungen vornahm, engagierte er mit insgesamt sieben Saxophonisten mehr als je zuvor. Auch Henton überzeugte ihn und wurde – anders als noch 26 Jahre zuvor – in die Gruppe aufgenommen; er war als publikumswirksamer Solist, die anderen als Sextett vorgesehen.
Wenig später brach man zu einer großen, 20 Konzerte umfassenden Tour durch Kanada auf, in deren Verlauf Henton am 30. Juni im Rahmen der Calgary Exhibition seinen ersten Auftritt mit der Band hatte. Dieser Termin – wie auch alle weiteren der fünfwöchigen Tour in Edmonton, Saskatoon, Winnipeg und Regina – waren Buchungen der Western Canada Fairs Association. H. Benne Henton wurde schnell zu einem Publikumsliebling und erhielt bei den Konzerten auch ausreichend Möglichkeiten, sich zu profilieren. Zwischen dem 7. August und dem 14. September gastierte man in Willow Grove (Pennsylvania), unter anderem mit einigen Park-Konzerten. Am 15. September schließlich begann in Westfield (Massachusetts) der eigentliche Hauptteil der Saison: Die jährliche Transcontinental Tour der Band, die zwölfte insgesamt.
Zumeist wurden an den Auftrittsorten, die sich über die gesamten Vereinigten Staaten erstreckten, eine nachmittägliche Matinée sowie eine Abendvorstellung gegeben. Hentons Soli waren anders als jene früherer Sousa-Saxophonisten nicht einem festen Programmplatz zugeordnet. So spielte er manchmal an siebter Stelle, manchmal an achter Position und manchmal an zweiter. Je nach Applaus, der für ihn in der Regel überschwänglich ausfiel, schenkte er dem Publikum noch ein oder zwei Einzelzugaben oder wurde dabei vom Saxophon-Sextett begleitet. Sein Repertoire in dieser Zeit bestand aus dreizehn Musikstücken, von denen er drei selbst komponiert und drei weitere selbst arrangiert hatte.

| H. Benne Henton (Kanada)                                                      |
| Die fünf Auftrittsorte während Sousas Kanada-Tour (30. Juni – 7. August 1919) |

| H. Benne Henton (USA) |
| Einige der Auftrittsorte während Sousas 12th Transcontinental Tour (15. September 1919 – 10. Januar 1920) inklusive des Aufenthaltes in Willow Grove, Pennsylvania (7. August – 14. September 1919) |

„H. Benne Henton, a saxaphone [sic!] soloist, whose own individual fame has been thoroughly earned, delighted the audience with his performance of ‘Laverne’, a composition of his own, remarkable melodious, and well deserving the ovation it received.“

„The strong affection of the people here have conceived for H. Benne Henton was indicated by the outburst of applause when he made his appearance to offer a saxaphone [sic!] solo of his own composition. In response to the storm of applause at its conclusion, Mr. Henton returned and cast a spell by his charmingly sweet rendition of ‘When you and I were young, Maggie’. The applause was stormier than ever […]“

„As a saxophone soloist, H. Benne Henton has won a warm place with patrons of Willow Grove, and demonstrated that he has lost none of his facility nor popularity by an effective presentment of ‘Nadine’. Incidentally, it was another composition by the performing artist, for Henton has expanded considerably as a composer.“

„[The] saxophone solo, ‘Nadine’, by H. Benne Henton, composed by himself, was a beauty. Although the saxophone is considered by some critics to be best suited for mere ‚jazz‘ and useless for concert purposes, Mr Henton proved, that there really is a ‚tone‘ in a saxophone, if played right. A violin has no sweeter sound than Mr Henton produced on his ‚sax‘. There was such a clamor for an encore that the soloist reappeared, but brought with him to the head of the platform, a whole family of six saxophones (and players, of course, to blow them), ‘Wild woman’ and ‘Johnny’s in town’, two popular syncopated melodies, were given with a sway that tickled those who like to dance.“

„H. Benne Henton is a remarkable saxophonist and did some sensational solos.“

„H. Benne Henton, the saxophone solist, made a distinct hit with his extraordinary ability on his instrument.“

„H. Benne Henton, saxaphone [sic!], is known as the man with the ‘perfect ear’. He is said to be able to ‘catch’ the slightest discord when the musicians are ‘striking’ the right key.“

„[…] H. Benne Henton, one of the most finished saxaphone [sic!] artists in this country. His solo, ‘Laverne’, at the afternoon concert, was a masterpiece. It is not only one of the most popular pieces for a saxaphone [sic!], but was so delightfully given that the audience was thoroughly charmed.“

„Mr. H. Benne Henton, saxophonist, should also be awarded his laurels. His mastery of the saxaphone [sic!] is truly remarkable.“

„Mr. H. Benne Henton, the Saxaphonist [sic!] soloist, gave great delight with one of his own compositions, ‘Laverne’, a delightful little intermezzo, in which he had an opportunity to show his mastery of his instrument and to give full scope to his beautiful tone. He was compelled to respond to an encore, playing the old favorite ‘Maggie’ in a way that brought tears to the eyes of a large portion of the audience.“

| Frage | Antwort |
| --- | --- |
| Wie oft müssen Sie bei Sousa ein Solo spielen? Haben Sie irgendwelche Probleme damit, da draußen so gehört zu werden? [Im Gegensatz zu Auftritten in der Gruppe, bei denen der Zuschauer die Leistungen der einzelnen Musiker nicht unbedingt herausfiltern kann.] | Auf der momentanen Tour spiele ich jeden Abend ein Solo und Zugaben. Bei längeren Engagements nutzt Mr. Sousa mich fünf oder sechs Mal jede Woche. Mr. Conway, mein früherer Bandleader, hat mich jede Woche in etwa genauso oft genutzt. Normalerweise habe ich kein Problem damit, wenn mich jeder im Publikum hört. Mein Ton, obwohl offensichtlich nicht allzu laut, hat eine gute Tragkraft. Natürlich hat der Ton eines Saxophons weder die Brillanz noch die Durchdringungskraft sowohl des Kornetts als auch der Piccolotrompete, aber – mit Ausnahme dieser zwei – scheint es gut gleichauf mit all den anderen Instrumenten der Band zu rangieren. |
| Nutzen Sie die gleiche Art an Rohrblatt für alle Arten der Arbeit oder nutzen Sie ein steiferes Rohrblatt für die Arbeit mit der Band? Bevorzugen sie weiche oder steife Rohrblätter?                                                                              | Ich habe mir nie erlaubt, unterschiedliche Rohrblätter für unterschiedliche Arten der Arbeit zu wählen. Das erscheint mir eine schlechte Gepflogenheit. Ich nutze ein mittleres Rohrblatt, aber wenn ich keine Solos spielen würde, könnte ich für die Arbeit mit der Band ein Rohrblatt verwenden, dass weicher ist, als jenes, dass ich nutze. Naturgemäß sind die Anforderungen an ein Rohrblatt für Solos erheblich höher als für den allgemeinen Ensemble-Gebrauch. |
| Wie lange üben Sie pro Tag, wenn Sie in einer Band wie der von Sousa engagiert sind? | Sehr wenig – lediglich ein paar Minuten vor jedem Konzert, als Regel, um die Finger zu lockern und um herauszufinden, ob das Rohrblatt funktioniert. Manchmal verbringe ich eine halbe Stunde damit, ein Solo aufzufrischen, dass ich einige Monate nicht gespielt habe, und manchmal ist da ein schwieriges beiläufiges Solo in irgendeinem Programmpunkt, das Aufmerksamkeit erfordert. Es gibt natürlich Ausnahmen von der Regel. Wenn du zwei Sousa-Programme pro Tag spielst, hast du nicht wirklich Lust, noch viel Zeit dem Üben zu widmen. |
| Was erachten Sie als die wichtigsten Verbesserungen der letzten zehn Jahre in Bezug auf das Saxophon? | Die meiner Meinung nach wichtigsten Verbesserungen waren die mechanischen und konstruktionstechnischen Veränderungen, die einen langen Weg hin zu einer Verbesserung der Tongebung des Instruments genommen haben, was die Entwicklung einer besseren Tonqualität erlaubt. Diese Umbrüche umfassen Proportionsveränderungen beim Mundstück, bei Korpus und Schallbecher, fest eingebaute [sockets], konkave Ring-Polster, eine praktischere und komfortablere Anordnung der Klappen, eine stramme Justierung der Federspannung etc. Es hat bislang keine nennenswerte Mehrung der Klappen gegeben, die auf allgemeine Zustimmung gestoßen wäre. Einige wurde bereits wieder verworfen und andere werden dies zweifelsohne noch. Es scheint auf dem Saxophon, so wie es jetzt ist, reichlich Klappen zu geben. Ich für meinen Teil werde den Mann als Genie feiern, der einige von ihnen entfernen kann. Je mehr er entfernt, desto höher würde ich ihn schätzen. |
| Wie lange spielen Sie schon Saxophon? Erachten Sie sie als so viel einfacher zu spielen, als andere Instrumente? | Seit 1903. Nein, im Gegensatz zur allgemein verbreiteten Meinung ist das Saxophon kein leichtes Instrument wenn es darum geht, es so zu spielen, wie es gespielt werden sollte. Um meine diesbezüglichen Meinungen zu bestätigen, fragen Sie Mr. Sousa, Mr. Conway, Mr. Pryor oder jeden anerkannten Band- oder Orchesterdirigenten. |
| Warum werden Saxophone gesamtheitlich häufiger verstimmt gespielt als irgendeines der anderen Instrumente? | Saxophone sind in aller Regel häufiger verstimmt als andere Instrumente, weil sie verstimmt gespielt werden. Da sie flexibel ist, hängt die Tongebung von Saxophonen von der Begabung des Interpreten ab, die richtige Höhe des Tons zu antizipieren und es genauso zu machen wie ein Sänger oder Violinist. Einige Positionen können in der Höhe um mehr als einen Halbton variiert werden. |
| Haben Sie jemals versucht, das Saxophon obligato im Duet mit der menschlichen Stimme zu nutzen? | Ja, ich habe Obligato-Partien mit der Stimme gespielt – sowohl Sopran als auch Alt mit sehr erfolgreichen Wirkungen. Die eigentümliche stimmengleiche Qualität des Tons vermischt sich wunderbar mit der Stimme. |

Zum einschneidenden Datum wurde der 5. Januar 1920. An diesem Tag war die Gruppe in Winston-Salem gebucht und sollte eine Matinée sowie ein abendliches Konzert spielen. Die Musiker waren verärgert über des Öfteren mangelhaft koordinierte Hotelbuchungen zum Ende der Tour und nicht abgesprochene Fahrplanänderungen bei der 660 Kilometer langen Zugverbindung vom letzten Auftrittsort Nashville (3. Januar) nach Winston-Salem. Übermüdet und in schlechter Stimmung beschloss man, seinen Unmut dadurch kundzutun, die Matinée nicht zu spielen; der zweite Auftritt sollte allerdings wie geplant stattfinden. Auch H. Benne Henton beteiligte sich am Protest. Schließlich betraten von den 57 Musikern der Band nur 19 die Bühne und absolvierten die Matinée. Das musikalische Niveau der Veranstaltung war trotz aller Ausgleichsbemühungen dementsprechend mangelhaft. Anschließend bot Sousa dem Publikum eine Rückerstattung des vollen Eintrittspreises an diejenigen an, die dies wünschten. Keiner der Zuhörer ging jedoch auf dieses Angebot ein. Sousa war als Reaktion auf den Streik außer sich. In seinen Augen war es auch unter den widrigen Umständen unentschuldbar für einen Musiker, einen vertraglich vereinbarten Auftritt vor dafür zahlendem Publikum abzusagen, wenn man physisch dazu in der Lage wäre. Er wies seinen Personalchef an, bis auf eine Ausnahme (Perkussionist Gus Helmecke) keinen der streikenden Musiker nach Ende der Tour fünf Tage später jemals wieder für ein Engagement in der Band zu berücksichtigen. So endete auch Hentons Zeit bei Sousa nach 208 Tagen und 119 Auftritten.

### Musik nach Sousa
Dem Jazz als vergleichsweise neuer Musikrichtung schlug seitens der Kritiker Anfang des 20. Jahrhunderts zunächst viel Ablehnung entgegen. Dass das Saxophon zu einem der Leitinstrumente dieses Stils wurde, trug nicht zur Verbesserung der Situation bei, da es unter Kritikern ohnehin zumeist noch als Amateurinstrument der leichten Kunst aus dem Varieté- und Zirkusmilieu galt. Dies mag viele klassische Saxophonisten dazu bewogen haben, sich – auch verbal – weitestmöglich vom Jazz zu distanzieren. Auch Henton ging diesen Weg und bemerkte beispielsweise noch im Januar 1927, dass er nichts spielen würde, was den „geringsten Makel an Jazz“ in sich trage. Bereits vier Jahre zuvor hatte er sich ähnlich geäußert:

„Die Jazz-Dummheit und das angetäuschte [Original: trick] Saxophonspiel scheinen eine Sache der Vergangenheit zu sein. Selbstverständlich mögen da einige Orchester in abgelegenen Orten sein, die dieses Zeug [noch] machen, aber ich habe seit über einem Jahr keinen Heulton, Nieser oder irgendeines dieser ähnlich abscheulichen Dinge gehört. Während dieser Zeit habe ich nahezu alle prominenteren Tanz- und Kaffeehausorchester im Osten und mittleren Westen angehört. Die Saxophonisten in diesen Orchestern und jene, die das große Geld machen, spielen nahezu so unverfälscht wie möglich und – das will ich Ihnen sagen – leisten damit verdammt gute Arbeit. […] Einige der speziellen Arrangements, die in diesen besseren Orchestern genutzt werden, haben sehr schöne und sehr schwierige Saxophon-Passagen. Jeder mit dem Saxophon [jeder Saxophonist] in diesen Orchestern bringt die freie Zeit, die sie zwischen Engagements und Proben haben, für Üben und Einstudieren auf. Das vergangene Jahr hat große Veränderungen in den Tanz-Orchestern gebracht und diese sind dem Saxophon und den Saxophonisten sehr zugutekommen, die ihr Instrument lernen und studieren. Es hat zudem den Ausstieg für jene markiert, die nicht lesen konnten [im Sinne von: das Instrument lesen], es aber geschafft hatten, für einige Zeit mit Vortäuschung über die Runden kommen.“

In späteren Jahren hatte er noch einige Auftritte mit der Conway School Concert Band, etwa am 17. Februar 1924 im Lyceum Theater in Ithaca (New York) und am 1. März 1925 in der Sporthalle der Ithaca School of Physical Education. Patrick Conway war zu dieser Zeit am Ithaca Conservatory of Music beschäftigt und leitete dort den Band-Fachbereich. Am 22. Juni 1925 absolvierte Henton bei einem Werbe-Konzert der Band seines Ladens ein Solo in Conshohocken (Pennsylvania). Über etwaige musikalische Aktivitäten seinerseits danach ist nichts bekannt. Im September gleichen Jahres reisten Conway und er jedoch drei Tage lang durch das südliche und westliche Pennsylvania und wurden dabei in Willow Grove von Sousa zu einem gemeinsamen Abendessen eingeladen. Es ist also davon auszugehen, dass sich das persönliche Verhältnis zwischen Henton und Sousa mit einigem zeitlichen Abstand zum Streik wieder gebessert hat. Auch mittels des noch vergleichsweise neuen Mediums Hörfunk versuchte Henton, die Menschen für das Saxophon zu begeistern. So trat er beispielsweise in einer am 16. Oktober 1927 gestarteten Serie des Chicagoer Radiosenders KYW auf. Initiiert hatte diese James F. Boyer, der Geschäftsführer der C. G. Conn Ltd. Über 26 Wochen wurde jeden Sonntagnachmittag eine halbstündige Sendung ausgestrahlt, in der mit Soli und Ensembles der Schwerpunkt jeweils auf ein anderes Instrument gelegt wurde. Exzellente Musiker spielten in diesem Rahmen und man erläuterte die Geschichte, die Schallerzeugung, die tonalen Qualitäten sowie die Einsatzmöglichkeiten des jeweiligen Instrumentes. Auf speziellen Wunsch Conways war Henton am 21. Januar 1928 auch zu Gast in der einstündigen Sendung General Motors Family Party des Radiosenders WEAF in New York City.
Nachweislich zumindest im Juni 1933 amtierte er dann als Sekretär der Bandmasters Association of Pennsylvania und am 21. Juli 1936 fungierte er als Gastdirigent von David E. Crolls Perkiomen Symphony Orchestra bei einem Konzert in East Greenville (Pennsylvania).

### Unternehmerische Karriere

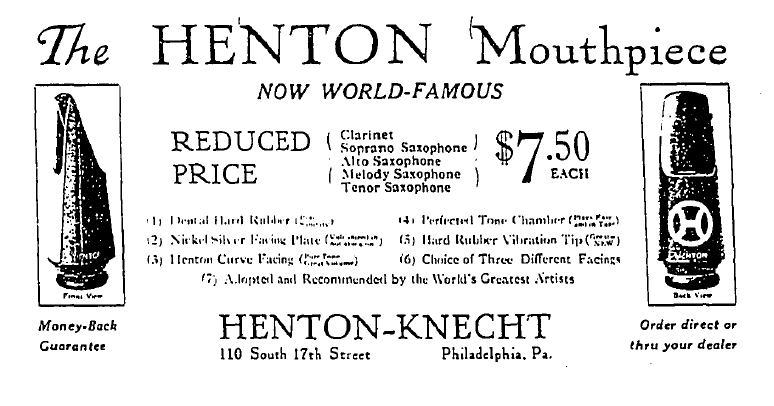
Zeitungsanzeige von 1923 für das von Henton entwickelte Mundstück

Bereits wenige Monate nach dem Streik von Winston-Salem hatte Henton noch 1920 als Co-Eigner zusammen mit seinem ehemaligen Sousa-Kollegen Albert A. Knecht (1884–1954) einen schwerpunktmäßig auf Saxophonisten ausgerichteten Musikalienladen mit angeschlossener Musikschule im Stadtzentrum von Philadelphia eröffnet – das Henton-Knecht Conservatory zählte 1924 über 200 Schüler. Die Einrichtung befand sich im Juli 1924 in der Market Street 1734, später in der South 17th Street 110 und ab Januar 1926 in der South 18th Street 24. Zu ihrer aktiven Zeit hatten beide während der langen Reisen quer durch die Vereinigten Staaten selten solch umfassende Betreuung und guten Service seitens Musikalienhändlern erfahren, wie sie sich gewünscht hätten. Sie hatten die Idealvorstellung, dass das führende Musikgeschäft eines Ortes gleich dem Hauptquartier eines Musikers sein müsse – ein Ort, an dem er den neuesten Klatsch sowie die neuesten Informationen aus seinem Gewerbe erfahren, falls nötig üben können und auch über Stellenangebote und ähnliches auf dem Laufenden gehalten werden sollte. Diese Ideen versuchten sie in ihrem – auch auf Grund von umfassendem Marketing – sehr erfolgreichen Geschäft, in dem auch Hentons Bruder John angestellt war, umzusetzen und wurden für das Konzept und die Realisierung hoch gelobt. Man fungierte als Vertragspartner unter anderem der Instrumentenmanufakturen C. G. Conn Ltd., deren Saxophone Henton selbst seit langer Zeit verwendet hatte, und Leedy Mfg. Co., die Membranophone produzierten. Notenbücher, Lehrmaterial und Instrumente wurden sowohl verkauft als auch vermietet – beispielsweise an Schulen, in denen Knecht und Henton zudem Musikunterricht gaben und bei der Organisation von Schulbands halfen. Auf Grund ihrer zahlreichen Kontakte aus früheren Jahren konnten sie auch zahlreiche professionelle Musiker zu ihren Kunden zählen, die maßgeblich zum regen Austausch im Geschäft beitrugen.
In dieser schlussendlich „sesshaften“ Zeit erhielt Henton am 27. Dezember 1921 die Hälfte eines von Harry E. O’Brien beim United States Patent and Trademark Office beantragten Patentes für ein Instrumentenmundstück (US 1401634 A) zugesprochen. Am 7. Juli 1922 reichte er eine vollständig eigene Entwicklung ein, die am 18. März 1924 patentiert wurde (US 1487566 A). Darüber hinaus veröffentlichte er 1928 ein Lehrbuch über den Einstieg in das Üben des Saxophons. Nach seinem Tod zehn Jahre später führte Knecht den Laden weiter.

## Œuvre
Zu seinen bekanntesten Arrangements zählen Versionen von Aloha ʻOe, des Volksliedes When you and I were young, Maggie (Original von James Austin Butterfield) sowie der Serenade Sing, smile, slumber, die Cavatine des Fernando aus dem vierten Akt der Donizetti-Oper Die Favoritin und der im Englischen The kiss betitelte Gesangswalzer von Luigi Arditi (Original ital.: Il Bacio, deutsch: Kusswalzer). 1918 veröffentlichte Henton Fantasie on scenes that are brightest, ein Stück mit Variationen, das auf einem Lied aus dem dritten Akt der Grand opéra Maritana von William Vincent Wallace basiert – es wurde zu seinem meistgespielten Werk. Eine Auswahl seiner berühmtesten eigenen Kompositionen, deren Schwierigkeitsgrad und Raffinesse sich im Laufe der Jahre kontinuierlich steigerte, ist im Folgenden aufgeführt:
- Laverne Waltz Caprice

- 1910: Im März-Katalog von Victor Records gelistet
- 1911: Veröffentlicht (gewidmet Laverne A. Morris)
- 1912: Aufgenommen im März für Victor Records

- Eleven O’Clock

- 1911: Nachweislich teilweise gespielt
- 1912: Veröffentlicht
- Vermutlich nie aufgenommen

- Lanette Waltz Caprice

- 1916: Veröffentlicht
- 1916: Aufgenommen für Victor Records

- Nadine Waltz Caprice ODER Nadine, Concert Waltz

- 1919: Veröffentlicht

## Stil und Einfluss

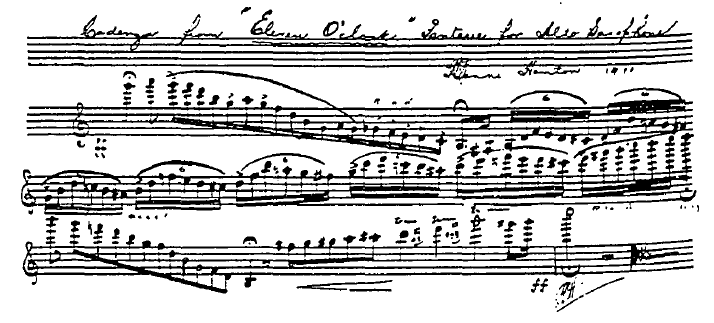
Autograph der Kadenz zum 1911 von Henton komponierten Stück Eleven O’Clock, veröffentlicht 1912 in C. G. Conn’s Musical Truth. Deutlich wird hier die Nutzung des Tonbereiches Altissimo.

H. Benne Henton war ein Wegbereiter des modernen Saxophonspiels und maßgeblich dafür verantwortlich, dass die Standards von Saxophonkonzerten nachhaltig stiegen. Einer seiner wichtigsten Nachfolger in den Bestrebungen, das Saxophon als Konzertinstrument zu etablieren, war Cecil Leeson (1902–1989), der bei seinem Vorspiel am Dana’s Musical Institute in Warren (Ohio) Lanette Waltz Caprice wählte und somit den Grundstein für seine musikalische Zukunft legte. Auch später blieb er Hentons Stücken eng verbunden.
Seine musikalischen Fähigkeiten ermöglichten es Henton rasch, auch über Varieté- und Zirkusvorstellungen hinaus in musisch anspruchsvollerem Umfeld erfolgreich zu sein. Er verfügte über ein außergewöhnlich tiefes und umfangreiches technisches Verständnis und sein musikalisches Können war legendär. Charakteristisch für Henton war neben seinem Spiel im Rubato auch seine Experimentierfreudigkeit mit dem Bestreben, die Grenzen seines Instruments auszutesten und so weit wie möglich zu strapazieren. Bestes Beispiel hierfür ist eine 1911 gespielte Kadenz seiner eigenen im Folgejahr veröffentlichten Komposition Eleven O’Clock, die sich des Tonbereiches Altissimo bis hin zu d4 bedient. Auch wenn die Möglichkeiten dieser Tonlage bereits im 19. Jahrhundert entdeckt worden waren, so war Henton doch vermutlich der erste Solist, der virtuos Gebrauch davon machte. Obschon er das Stück wohl einige Male bei Auftritten vorführte, kam es vermutlich nie zu einer Aufnahme. Eine im Jahr 1918 für die Victor Talking Machine Company eingespielte Version von Laverne verdeutlicht jedoch seine Fertigkeiten in diesem höchst anspruchsvollen Bereich. Kritiker hoben ihn als Poeten am Saxophon hervor und attestierten ihm, seinem Instrument einen kräftigen, vibrierenden Klang zu verleihen. Sein Spiel in meisterhafter Beherrschung glich demnach eher einer menschlichen Opernstimme als einem musischen Ton und schwebte lyrisch über dem Orchester.
Zunächst hatte er noch im Schatten von Edward A. Lefebre (1835–1911) gestanden. So urteilte etwa C. G. Conn’s Musical Truth im Januar 1912:
„[Henton] has become one of the leading band instrument artists of America, and many of his friends call him the ‚Saxophone Prince‘. They would no doubt call him the ‚Saxophone King‘, only that the famous Lefebre held that title and will always be known as such.“
Etwas mehr als viereinhalb Jahre später bezeichnete ihn sein Plattenlabel Victor in einem im Oktober 1916 erschienenen Beiheft als „Paganini des Saxophons“ und in Ankündigungen für Konzerte wurde er noch 1924 als „World’s greatest saxophone soloist“ angepriesen. Selbst unter Berücksichtigung der beabsichtigten Werbewirkung und journalistischer Überspitzung ist dies bemerkenswert und verdeutlicht einerseits die exponierte Stellung, die Henton zur damaligen Zeit in der Musikwelt einnahm, und andererseits die signifikante Steigerung seines Renommees in diesen Jahren.

## Publikationen
- Henton: Beginner’s method for the saxophone. Theodore Presser Co., Philadelphia 1928.